# A Manchester City FC 2013–2014-es szezonja
Ez a szócikk a Manchester City FC 2013–2014-es szezonjáról szól.
A csapat az előző szezonban a 2. helyen végzett a bajnokságban, valamint ezüstérmes lett az FA-kupában is.
A Premier League-ben a Newcastle United elleni hazai találkozó volt az első mérkőzésük 2013. augusztus 19-én, amelyet 4–0-ra meg is nyertek.

## Mezek
| Hazai | Vendég | Harmadik | Kapus hazai | Kapus vendég | Kapus 3. |

## Játékosok

### Felnőtt keret

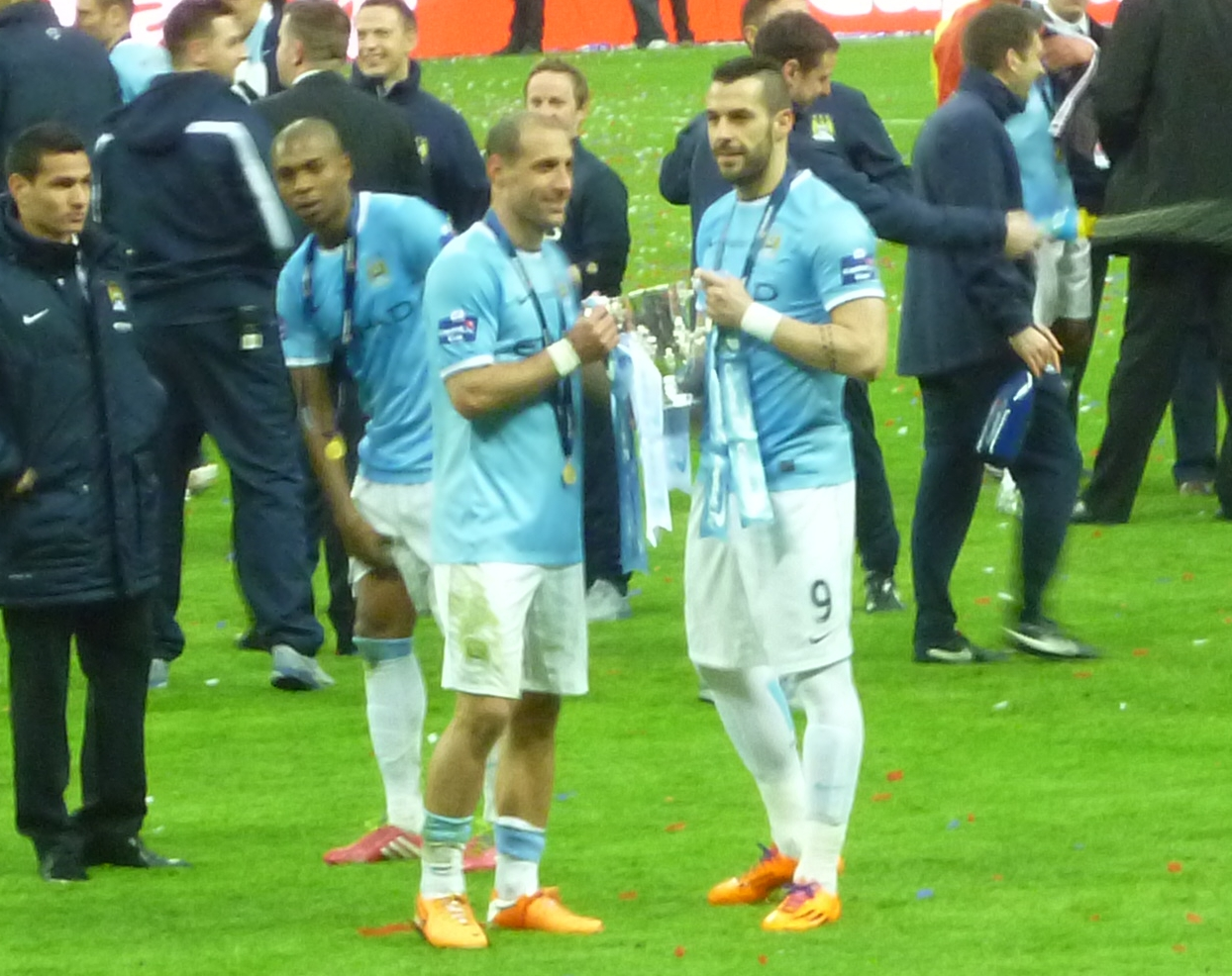
Pablo Zabaleta és Álvaro Negredo a ligakupával

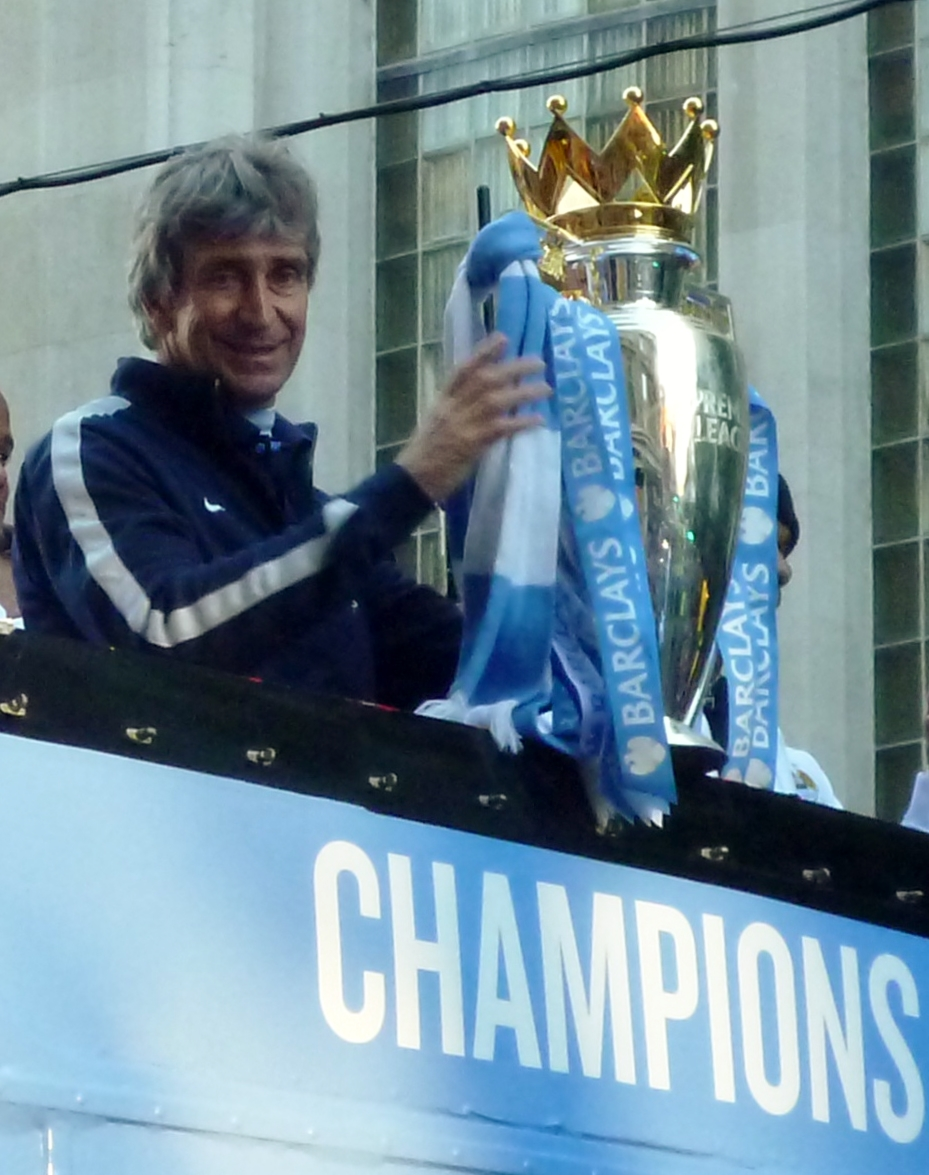
Manuel Pellegrini a bajnoki trófeával a buszos parádén

A szezon közben a felnőtt csapat játékosai voltak, akik tétmérkőzésen pályára is léptek, azok félkövérrel kiemelve.
| #  |     | Poszt | Név                |
| -- | --- | ----- | ------------------ |
| 1  | ENG | K     | Joe Hart           |
| 2  | ENG | V     | Micah Richards     |
| 4  | BEL | V     | Vincent Kompany    |
| 5  | ARG | V     | Pablo Zabaleta     |
| 6  | ENG | V     | Joleon Lescott     |
| 7  | ENG | KP    | James Milner       |
| 8  | FRA | KP    | Samir Nasri        |
| 9  | ESP | CS    | Álvaro Negredo     |
| 10 | BIH | CS    | Edin Džeko         |
| 13 | SER | V     | Aleksandar Kolarov |
| 14 | ESP | KP    | Javi García        |
| 15 | ESP | KP    | Jesús Navas        |
| 16 | ARG | CS    | Sergio Agüero      |

| #  |     | Poszt | Név               |
| -- | --- | ----- | ----------------- |
| 17 | ENG | KP    | Jack Rodwell      |
| 21 | ESP | KP    | David Silva       |
| 22 | FRA | V     | Gaël Clichy       |
| 25 | BRA | KP    | Fernandinho       |
| 26 | ARG | V     | Martín Demichelis |
| 29 | ENG | K     | Richard Wright    |
| 30 | ROM | K     | Costel Pantilimon |
| 33 | SRB | V     | Matija Nastasić   |
| 35 | MNE | CS    | Stevan Jovetić    |
| 38 | BEL | V     | Dedryck Boyata    |
| 42 | CIV | KP    | Yaya Touré        |
| 52 | WAL | KP    | Emyr Huws         |
| 64 | POR | KP    | Marcos Lopes      |

### Kölcsönbe adott játékosok
| No. |                  | Poszt | Játékos                                                       |
| --- | ---------------- | ----- | ------------------------------------------------------------- |
|     | Hollandia        | V     | Karim Rekik (a PSV Eindhovennek, szezon végééig)              |
|     | Anglia           | V     | Reece Wabara (a Doncaster Roversnek, 2013. szeptember 6-ig)   |
|     | Anglia           | KP    | Scott Sinclair (a West Bromwich Albionnak, 2014. május 31-ig) |
|     | Szlovákia        | KP    | Albert Rusnák (az Oldhamnek, 2014. január 5-ig)               |
|     | Anglia           | CS    | Harry Bunn (a Sheffield Unitednek, 2013. szeptember 30-ig)    |
|     | Ghána            | KP    | Mohammed Abu (az Aarhusnak, 2013. szeptember 30-ig)           |
|     | Elefántcsontpart | KP    | Abdul Razak (az Anzsi Mahacskalának, 2014. május 31-ig)       |
|     | Anglia           | KP    | Gareth Barry (az Evertonnak, 2014. május 31-ig)               |
|     | Anglia           | V     | George Swan (a Sheffield Wednesdaynek, 2014. január 2-ig)     |
|     | Anglia           | KP    | Alex Henshall (a Bristol Roversnek, 2014. november 16-ig)     |
|     | Anglia           | KP    | George Evans (a Crewenak, 2014. február 3-ig)                 |
|     | Anglia           | V     | Ellis Plummer (a Oldham Athleticnek, 2014. január 4-ig)       |
|     | Anglia           | CS    | Harry Bunn (a Huddersfield Townnak, 2014. január 6-ig)        |
|     | Svédország       | KP    | John Guidetti (a Stoke Citynek, 2014. május 31-ig)            |
|     | Wales            | KP    | Emyr Huws (a Birmingham Citynek, 2014. március 1-ig)          |

### Átigazolások

#### Érkezők
| Dátum       | Játékos           | Nemzetiség  | Poszt       | Honnan             | Átigazolási összeg |
| ----------- | ----------------- | ----------- | ----------- | ------------------ | ------------------ |
| 2013.06.06. | Fernandinho       | brazil      | középpályás | Sahtar Doneck      | £ 30 000 000       |
| 2013.06.11. | Jesús Navas       | spanyol     | középpályás | Sevilla            | £ 14 900 000       |
| 2013.07.19. | Álvaro Negredo    | spanyol     | csatár      | Sevilla            | £ 20 000 000       |
| 2013.07.19. | Stevan Jovetić    | montenegrói | csatár      | Fiorentina         | £ 22 000 000       |
| 2013.09.01. | Martín Demichelis | argentin    | hátvéd      | Atlético de Madrid | £ 4 000 000        |
| 2013.06.11. | Thierry Ambrose   | francia     | csatár      | Auxerre            | nem nyilvános      |
| 2013.06.11. | Zackarias Faour   | svéd        | csatár      | Malmö              | £ 490 000          |

#### Távozók
| Dátum       | Játékos           | Nemzetiség        | Poszt       | Hova                | Átigazolási összeg  |
| ----------- | ----------------- | ----------------- | ----------- | ------------------- | ------------------- |
| 2013.07.01. | Kolo Touré        | elefántcsontparti | hátvéd      | Liverpool           | ingyen              |
| 2013.07.01. | Wayne Bridge      | angol             | hátvéd      | Reading             | ingyen              |
| 2013.07.01. | Roque Santa Cruz  | paraguayi         | csatár      | Málaga              | ingyen              |
| 2013.06.27. | Carlos Tévez      | argentin          | csatár      | Juventus            | £ 12 000 000        |
| 2013.07.16. | Maicon            | brazil            | hátvéd      | AS Roma             | £ 3 000 000         |
| 2013.07.01. | Ryan McGivern     | északír           | hátvéd      | Hibernian           | ingyen              |
| 2013.07.01. | Omar Elabdellaoui | norvég            | középpályás | Braunschweig        | ingyen              |
| 2013.07.01. | Filippo Mancini   | olasz             | középpályás | szabadon igazolható | szabadon igazolható |
| 2013.07.12. | Jérémy Hélan      | francia           | hátvéd      | Sheffield Wednesday | £ 350 000           |
| 2013.08.20. | Denis Suárez      | spanyol           | középpályás | Barcelona B         | £ 1 500 000         |
| 2013.08.29. | Vlad Marin        | román             | középpályás | Juventus            | ingyen              |
| 2013.10.17. | Abdul Razak       | elefántcsontparti | középpályás | Anzsi Mahacskala    | nem nyilvános       |

## Stáb
| Tulajdonos              | HH Mansour bin Zayed Al Nahyan |
| Elnök                   | Khaldoon Al Mubarak            |
| Vezérigazgató (CEO)     | Ferran Soriano                 |
| Nem ügyvezető igazgatók | Simon Pearce                   |
| Nem ügyvezető igazgatók | Martin Edelman                 |
| Nem ügyvezető igazgatók | Mohamed Al Mazrouei            |
| Nem ügyvezető igazgatók | John Macbeath                  |
| Nem ügyvezető igazgatók | Alberto Galassi                |

| Vezetőedző             | Manuel Pellegrini    |
| Segédedző              | Brian Kidd           |
| Segédedző              | Ruben Cousillas Fuse |
| Kapusedző              | Xabier Mancisidor    |
| Szakmai igazgató (DoF) | Txiki Begiristain    |

## Mérkőzések

### Barátságos találkozók
| 2013. július 14. 15:00 (CEST) |

| SuperSport United     | 2 – 0               | Manchester City |
| --------------------- | ------------------- | --------------- |
| Niang 56' Erasmus 82' | (0 – 0) Jegyzőkönyv |                 |

| Loftus Versfeld, Dél-Afrika Nézőszám: 18 700 |

| 2013. július 18. 20:00 (CEST) |

| AmaZulu                             | 2 – 1               | Manchester City |
| ----------------------------------- | ------------------- | --------------- |
| Ndulula 20' Nyadombo 89' (11-esből) | (1 – 1) Jegyzőkönyv | 26' Milner      |

| Moses Mabhida Stadium, Dél-Afrika Nézőszám: 25 000 Játékvezető: Daniel Bennett |

| 2013. július 14. 15:00 (CEST) |

| SuperSport United     | 2 – 0               | Manchester City |
| --------------------- | ------------------- | --------------- |
| Niang 56' Erasmus 82' | (0 – 0) Jegyzőkönyv |                 |

| Loftus Versfeld, Dél-Afrika Nézőszám: 18 700 |

| 2013. július 18. 20:00 (CEST) |

| AmaZulu                             | 2 – 1               | Manchester City |
| ----------------------------------- | ------------------- | --------------- |
| Ndulula 20' Nyadombo 89' (11-esből) | (1 – 1) Jegyzőkönyv | 26' Milner      |

| Moses Mabhida Stadium, Dél-Afrika Nézőszám: 25 000 Játékvezető: Daniel Bennett |

| 2013. július 24. 14:30 (CEST) |

| Manchester City | 1 – 0               | South China AA |
| --------------- | ------------------- | -------------- |
| Džeko 21'       | (1 – 0) Jegyzőkönyv |                |

| Hong Kong Stadium, Hongkong Nézőszám: 40 000 Játékvezető: Anthony Taylor |

| 2013. július 27. 14:30 (CEST) |

| Manchester City | 1 – 0               | Sunderland |
| --------------- | ------------------- | ---------- |
| Džeko 9'        | (1 – 0) Jegyzőkönyv |            |

| Hong Kong Stadium, Hongkong Nézőszám: 40 000 Játékvezető: Anthony Taylor |

| 2013. július 24. 14:30 (CEST) |

| Manchester City | 1 – 0               | South China AA |
| --------------- | ------------------- | -------------- |
| Džeko 21'       | (1 – 0) Jegyzőkönyv |                |

| Hong Kong Stadium, Hongkong Nézőszám: 40 000 Játékvezető: Anthony Taylor |

| 2013. július 27. 14:30 (CEST) |

| Manchester City | 1 – 0               | Sunderland |
| --------------- | ------------------- | ---------- |
| Džeko 9'        | (1 – 0) Jegyzőkönyv |            |

| Hong Kong Stadium, Hongkong Nézőszám: 40 000 Játékvezető: Anthony Taylor |

| 2013. július 31. 18:15 (CEST) |

| Manchester City                                 | 5 – 3               | AC Milan                        |
| ----------------------------------------------- | ------------------- | ------------------------------- |
| Silva 3' Richards 19' Kolarov 22' Džeko 32' 36' | (5 – 3) Jegyzőkönyv | 37' 39' El Shaarawy 43' Petagna |

| Allianz Arena, München Nézőszám: 52 000 Játékvezető: Peter Sippel (német) |

| 2013. augusztus 1. 20:30 (CEST) |

| Manchester City | 1 – 2               | Bayern München                      |
| --------------- | ------------------- | ----------------------------------- |
| Negredo 61'     | (0 – 0) Jegyzőkönyv | 66' (11-esből) Müller 73' Mandžukić |

| Allianz Arena, München Nézőszám: 68 000 Játékvezető: Wolfgang Stark (német) |

| 2013. július 31. 18:15 (CEST) |

| Manchester City                                 | 5 – 3               | AC Milan                        |
| ----------------------------------------------- | ------------------- | ------------------------------- |
| Silva 3' Richards 19' Kolarov 22' Džeko 32' 36' | (5 – 3) Jegyzőkönyv | 37' 39' El Shaarawy 43' Petagna |

| Allianz Arena, München Nézőszám: 52 000 Játékvezető: Peter Sippel (német) |

| 2013. augusztus 1. 20:30 (CEST) |

| Manchester City | 1 – 2               | Bayern München                      |
| --------------- | ------------------- | ----------------------------------- |
| Negredo 61'     | (0 – 0) Jegyzőkönyv | 66' (11-esből) Müller 73' Mandžukić |

| Allianz Arena, München Nézőszám: 68 000 Játékvezető: Wolfgang Stark (német) |

| 2013. augusztus 10. 16:00 (CEST) |

| Manchester City | 1 – 3               | Arsenal                          |
| --------------- | ------------------- | -------------------------------- |
| Negredo 79'     | (0 – 1) Jegyzőkönyv | 8' Walcott 59' Ramsey 62' Giroud |

| Helsingin olympiastadion, Helsinki |

| 2013. augusztus 10. 16:00 (CEST) |

| Manchester City | 1 – 3               | Arsenal                          |
| --------------- | ------------------- | -------------------------------- |
| Negredo 79'     | (0 – 1) Jegyzőkönyv | 8' Walcott 59' Ramsey 62' Giroud |

| Helsingin olympiastadion, Helsinki |

| Szezon végi felkészülési mérkőzés |
| --------------------------------- |

| 2014. május 15. 17:40 (CEST) |

| al-Ain | 0 – 3               | Manchester City                             |
| ------ | ------------------- | ------------------------------------------- |
|        | (0 – 0) Jegyzőkönyv | 63' Lopes 79' Jovetić 89' (11-esből) Hiwula |

| Hazza bin-Zajed Stadion, al-Ain, Egyesült Arab Emírségek Játékvezető: Mohammed Abdulkarim |

### Bajnokság
| 2013. augusztus 19. 21:00 (CEST) 1. forduló |

| Manchester City                         | 4 – 0               | Newcastle United |
| --------------------------------------- | ------------------- | ---------------- |
| Silva 6' Agüero 22' Touré 50' Nasri 75' | (2 – 0) Jegyzőkönyv | 45+3′ S. Taylor  |

| City of Manchester Stadion, Manchester Nézőszám: 46 842 Játékvezető: Andre Marriner |

| 2013. augusztus 25. 17:00 (CEST) 2. forduló |

| Cardiff City                    | 3 – 2               | Manchester City         |
| ------------------------------- | ------------------- | ----------------------- |
| Gunnarsson 60' Campbell 79' 87' | (0 – 0) Jegyzőkönyv | 52' Džeko 90+2' Negredo |

| Cardiff City Stadium, Cardiff Nézőszám: 27 068 Játékvezető: Lee Probert |

| 2013. augusztus 31. 13:45 (CEST) 3. forduló |

| Manchester City       | 2 – 0               | Hull City |
| --------------------- | ------------------- | --------- |
| Negredo 65' Touré 90' | (0 – 0) Jegyzőkönyv |           |

| City of Manchester Stadion, Manchester Nézőszám: 46 905 Játékvezető: Phil Dowd |

| 2013. augusztus 19. 21:00 (CEST) 1. forduló |

| Manchester City                         | 4 – 0               | Newcastle United |
| --------------------------------------- | ------------------- | ---------------- |
| Silva 6' Agüero 22' Touré 50' Nasri 75' | (2 – 0) Jegyzőkönyv | 45+3′ S. Taylor  |

| City of Manchester Stadion, Manchester Nézőszám: 46 842 Játékvezető: Andre Marriner |

| 2013. augusztus 25. 17:00 (CEST) 2. forduló |

| Cardiff City                    | 3 – 2               | Manchester City         |
| ------------------------------- | ------------------- | ----------------------- |
| Gunnarsson 60' Campbell 79' 87' | (0 – 0) Jegyzőkönyv | 52' Džeko 90+2' Negredo |

| Cardiff City Stadium, Cardiff Nézőszám: 27 068 Játékvezető: Lee Probert |

| 2013. augusztus 31. 13:45 (CEST) 3. forduló |

| Manchester City       | 2 – 0               | Hull City |
| --------------------- | ------------------- | --------- |
| Negredo 65' Touré 90' | (0 – 0) Jegyzőkönyv |           |

| City of Manchester Stadion, Manchester Nézőszám: 46 905 Játékvezető: Phil Dowd |

| 2013. szeptember 14. 16:00 (CEST) 4. forduló |

| Stoke City | 0 – 0               | Manchester City |
| ---------- | ------------------- | --------------- |
|            | (0 – 0) Jegyzőkönyv |                 |

| Britannia Stadium, Stoke-on-Trent Nézőszám: 25 052 Játékvezető: Mark Clattenburg |

| 2013. szeptember 22. 17:00 (CEST) 5. forduló |

| Manchester City                      | 4 – 1               | Manchester United |
| ------------------------------------ | ------------------- | ----------------- |
| Agüero 16' 47' Touré 45+1' Nasri 50' | (2 – 0) Jegyzőkönyv | 87' Rooney        |

| City of Manchester Stadion, Manchester Nézőszám: 47 156 Játékvezető: Howard Webb |

| 2013. szeptember 28. 16:00 (CEST) 6. forduló |

| Aston Villa                          | 3 – 2               | Manchester City     |
| ------------------------------------ | ------------------- | ------------------- |
| El Ahmadi 51' Bacuna 74' Weimann 76' | (0 – 1) Jegyzőkönyv | 45' Touré 57' Džeko |

| Villa Park, Birmingham Nézőszám: 34 063 Játékvezető: Michael Jones |

| 2013. szeptember 14. 16:00 (CEST) 4. forduló |

| Stoke City | 0 – 0               | Manchester City |
| ---------- | ------------------- | --------------- |
|            | (0 – 0) Jegyzőkönyv |                 |

| Britannia Stadium, Stoke-on-Trent Nézőszám: 25 052 Játékvezető: Mark Clattenburg |

| 2013. szeptember 22. 17:00 (CEST) 5. forduló |

| Manchester City                      | 4 – 1               | Manchester United |
| ------------------------------------ | ------------------- | ----------------- |
| Agüero 16' 47' Touré 45+1' Nasri 50' | (2 – 0) Jegyzőkönyv | 87' Rooney        |

| City of Manchester Stadion, Manchester Nézőszám: 47 156 Játékvezető: Howard Webb |

| 2013. szeptember 28. 16:00 (CEST) 6. forduló |

| Aston Villa                          | 3 – 2               | Manchester City     |
| ------------------------------------ | ------------------- | ------------------- |
| El Ahmadi 51' Bacuna 74' Weimann 76' | (0 – 1) Jegyzőkönyv | 45' Touré 57' Džeko |

| Villa Park, Birmingham Nézőszám: 34 063 Játékvezető: Michael Jones |

| 2013. október 5. 13:45 (CEST) 7. forduló |

| Manchester City                   | 3 – 1               | Everton    |
| --------------------------------- | ------------------- | ---------- |
| Negredo 17' Agüero 45' Howard 69' | (2 – 1) Jegyzőkönyv | 16' Lukaku |

| City of Manchester Stadion, Manchester Nézőszám: 47 267 Játékvezető: Jonathan Moss |

| 2013. október 19. 18:30 (CEST) 8. forduló |

| West Ham United | 1 – 3               | Manchester City          |
| --------------- | ------------------- | ------------------------ |
| Vaz Tê 58'      | (0 – 1) Jegyzőkönyv | 16' 51' Agüero 80' Silva |

| Boleyn Ground, London Nézőszám: 34 907 Játékvezető: Michael Oliver |

| 2013. október 27. 17:00 (CET) 9. forduló |

| Chelsea                   | 2 – 1               | Manchester City |
| ------------------------- | ------------------- | --------------- |
| Schürrle 33' Torres 90+1' | (1 – 0) Jegyzőkönyv | 49' Agüero      |

| Stamford Bridge, London Nézőszám: 41 495 Játékvezető: Howard Webb |

| 2013. október 5. 13:45 (CEST) 7. forduló |

| Manchester City                   | 3 – 1               | Everton    |
| --------------------------------- | ------------------- | ---------- |
| Negredo 17' Agüero 45' Howard 69' | (2 – 1) Jegyzőkönyv | 16' Lukaku |

| City of Manchester Stadion, Manchester Nézőszám: 47 267 Játékvezető: Jonathan Moss |

| 2013. október 19. 18:30 (CEST) 8. forduló |

| West Ham United | 1 – 3               | Manchester City          |
| --------------- | ------------------- | ------------------------ |
| Vaz Tê 58'      | (0 – 1) Jegyzőkönyv | 16' 51' Agüero 80' Silva |

| Boleyn Ground, London Nézőszám: 34 907 Játékvezető: Michael Oliver |

| 2013. október 27. 17:00 (CET) 9. forduló |

| Chelsea                   | 2 – 1               | Manchester City |
| ------------------------- | ------------------- | --------------- |
| Schürrle 33' Torres 90+1' | (1 – 0) Jegyzőkönyv | 49' Agüero      |

| Stamford Bridge, London Nézőszám: 41 495 Játékvezető: Howard Webb |

| 2013. november 2. 16:00 (CET) 10. forduló |

| Manchester City                                                             | 7 – 0               | Norwich City |
| --------------------------------------------------------------------------- | ------------------- | ------------ |
| Johnson 16' Silva 20' Martin 25' Negredo 36' Touré 60' Agüero 71' Džeko 86' | (4 – 0) Jegyzőkönyv |              |

| City of Manchester Stadion, Manchester Nézőszám: 47 066 Játékvezető: Phil Dowd |

| 2013. november 10. 15:05 (CET) 11. forduló |

| Sunderland   | 1 – 0               | Manchester City |
| ------------ | ------------------- | --------------- |
| Bardsley 21' | (1 – 0) Jegyzőkönyv |                 |

| Stadium of Light, Sunderland Nézőszám: 40 137 Játékvezető: Mike Dean |

| 2013. november 24. 14:30 (CET) 12. forduló |

| Manchester City                                      | 6 – 0               | Tottenham |
| ---------------------------------------------------- | ------------------- | --------- |
| Navas 1' 90+2' Sandro 34' Agüero 41' 50' Negredo 55' | (3 – 0) Jegyzőkönyv |           |

| City of Manchester Stadion, Manchester Nézőszám: 47 228 Játékvezető: Howard Webb |

| 2013. november 2. 16:00 (CET) 10. forduló |

| Manchester City                                                             | 7 – 0               | Norwich City |
| --------------------------------------------------------------------------- | ------------------- | ------------ |
| Johnson 16' Silva 20' Martin 25' Negredo 36' Touré 60' Agüero 71' Džeko 86' | (4 – 0) Jegyzőkönyv |              |

| City of Manchester Stadion, Manchester Nézőszám: 47 066 Játékvezető: Phil Dowd |

| 2013. november 10. 15:05 (CET) 11. forduló |

| Sunderland   | 1 – 0               | Manchester City |
| ------------ | ------------------- | --------------- |
| Bardsley 21' | (1 – 0) Jegyzőkönyv |                 |

| Stadium of Light, Sunderland Nézőszám: 40 137 Játékvezető: Mike Dean |

| 2013. november 24. 14:30 (CET) 12. forduló |

| Manchester City                                      | 6 – 0               | Tottenham |
| ---------------------------------------------------- | ------------------- | --------- |
| Navas 1' 90+2' Sandro 34' Agüero 41' 50' Negredo 55' | (3 – 0) Jegyzőkönyv |           |

| City of Manchester Stadion, Manchester Nézőszám: 47 228 Játékvezető: Howard Webb |

| 2013. december 1. 17:10 (CET) 13. forduló |

| Manchester City          | 3 – 0               | Swansea City |
| ------------------------ | ------------------- | ------------ |
| Negredo 8' Nasri 58' 77' | (1 – 0) Jegyzőkönyv |              |

| City of Manchester Stadion, Manchester Nézőszám: 46 559 Játékvezető: Mark Clattenburg |

| 2013. december 4. 21:15 (CET) 14. forduló |

| West Bromwich                 | 2 – 3               | Manchester City                    |
| ----------------------------- | ------------------- | ---------------------------------- |
| Pantilimon 85' Anichebe 90+4' | (0 – 2) Jegyzőkönyv | 9' Agüero 24' 74' (11-esből) Touré |

| The Hawthorns, West Bromwich Nézőszám: 22 943 Játékvezető: Chris Foy |

| 2013. december 7. 16:00 (CET) 15. forduló |

| Southampton | 1 – 1               | Manchester City |
| ----------- | ------------------- | --------------- |
| Osvaldo 42' | (1 – 1) Jegyzőkönyv | 10' Agüero      |

| St. Mary’s Stadium, Southampton Nézőszám: 31 229 Játékvezető: Anthony Taylor |

| 2013. december 14. 13:45 (CET) 16. forduló |

| Manchester City                                                             | 6 – 3               | Arsenal                           |
| --------------------------------------------------------------------------- | ------------------- | --------------------------------- |
| Agüero 14' Negredo 39' Fernandinho 50' 88' Silva 66' Touré 90+6' (11-esből) | (2 – 1) Jegyzőkönyv | 31' 63' Walcott 90+4' Mertesacker |

| City of Manchester Stadion, Manchester Nézőszám: 47 329 Játékvezető: Martin Atkinson |

| 2013. december 21. 16:00 (CET) 17. forduló |

| Fulham                     | 2 – 4               | Manchester City                            |
| -------------------------- | ------------------- | ------------------------------------------ |
| Richardson 50' Kompany 69' | (0 – 2) Jegyzőkönyv | 23' Touré 43' Kompany 78' Navas 83' Milner |

| Craven Cottage, London Nézőszám: 25 509 Játékvezető: Kevin Friend |

| 2013. december 26. 18:30 (CET) 18. forduló |

| Manchester City           | 2 – 1               | Liverpool    |
| ------------------------- | ------------------- | ------------ |
| Kompany 31' Negredo 45+1' | (2 – 1) Jegyzőkönyv | 24' Coutinho |

| City of Manchester Stadion, Manchester Nézőszám: 47 351 Játékvezető: Lee Mason |

| 2013. december 28. 16:00 (CET) 19. forduló |

| Manchester City | 1 – 0               | Crystal Palace |
| --------------- | ------------------- | -------------- |
| Džeko 66'       | (0 – 0) Jegyzőkönyv |                |

| City of Manchester Stadion, Manchester Nézőszám: 47 250 Játékvezető: Andre Marriner |

| 2013. december 1. 17:10 (CET) 13. forduló |

| Manchester City          | 3 – 0               | Swansea City |
| ------------------------ | ------------------- | ------------ |
| Negredo 8' Nasri 58' 77' | (1 – 0) Jegyzőkönyv |              |

| City of Manchester Stadion, Manchester Nézőszám: 46 559 Játékvezető: Mark Clattenburg |

| 2013. december 4. 21:15 (CET) 14. forduló |

| West Bromwich                 | 2 – 3               | Manchester City                    |
| ----------------------------- | ------------------- | ---------------------------------- |
| Pantilimon 85' Anichebe 90+4' | (0 – 2) Jegyzőkönyv | 9' Agüero 24' 74' (11-esből) Touré |

| The Hawthorns, West Bromwich Nézőszám: 22 943 Játékvezető: Chris Foy |

| 2013. december 7. 16:00 (CET) 15. forduló |

| Southampton | 1 – 1               | Manchester City |
| ----------- | ------------------- | --------------- |
| Osvaldo 42' | (1 – 1) Jegyzőkönyv | 10' Agüero      |

| St. Mary’s Stadium, Southampton Nézőszám: 31 229 Játékvezető: Anthony Taylor |

| 2013. december 14. 13:45 (CET) 16. forduló |

| Manchester City                                                             | 6 – 3               | Arsenal                           |
| --------------------------------------------------------------------------- | ------------------- | --------------------------------- |
| Agüero 14' Negredo 39' Fernandinho 50' 88' Silva 66' Touré 90+6' (11-esből) | (2 – 1) Jegyzőkönyv | 31' 63' Walcott 90+4' Mertesacker |

| City of Manchester Stadion, Manchester Nézőszám: 47 329 Játékvezető: Martin Atkinson |

| 2013. december 21. 16:00 (CET) 17. forduló |

| Fulham                     | 2 – 4               | Manchester City                            |
| -------------------------- | ------------------- | ------------------------------------------ |
| Richardson 50' Kompany 69' | (0 – 2) Jegyzőkönyv | 23' Touré 43' Kompany 78' Navas 83' Milner |

| Craven Cottage, London Nézőszám: 25 509 Játékvezető: Kevin Friend |

| 2013. december 26. 18:30 (CET) 18. forduló |

| Manchester City           | 2 – 1               | Liverpool    |
| ------------------------- | ------------------- | ------------ |
| Kompany 31' Negredo 45+1' | (2 – 1) Jegyzőkönyv | 24' Coutinho |

| City of Manchester Stadion, Manchester Nézőszám: 47 351 Játékvezető: Lee Mason |

| 2013. december 28. 16:00 (CET) 19. forduló |

| Manchester City | 1 – 0               | Crystal Palace |
| --------------- | ------------------- | -------------- |
| Džeko 66'       | (0 – 0) Jegyzőkönyv |                |

| City of Manchester Stadion, Manchester Nézőszám: 47 250 Játékvezető: Andre Marriner |

| 2014. január 1. 13:45 (CET) 20. forduló |

| Swansea City         | 2 – 3               | Manchester City                       |
| -------------------- | ------------------- | ------------------------------------- |
| Wilfried 45+2' 90+1' | (1 – 1) Jegyzőkönyv | 14' Fernandinho 58' Touré 66' Kolarov |

| Liberty Stadion, Swansea Nézőszám: 20 498 Játékvezető: Phil Dowd |

| 2014. január 12. 15:05 (CET) 21. forduló |

| Newcastle United | 0 – 2   | Manchester City        |
| ---------------- | ------- | ---------------------- |
|                  | (0 – 1) | 8' Džeko 90+5' Negredo |

| St James’ Park, Newcastle upon Tyne Nézőszám: 49 423 Játékvezető: Mike Jones |

| 2014. január 18. 16:00 (CET) 22. forduló |

| Manchester City                          | 4 – 2               | Cardiff City             |
| ---------------------------------------- | ------------------- | ------------------------ |
| Džeko 14' Navas 33' Touré 76' Agüero 79' | (2 – 1) Jegyzőkönyv | 29' Noone 90+3' Campbell |

| City of Manchester Stadion, Manchester Nézőszám: 47 213 Játékvezető: Neil Swarbrick |

| 2014. január 29. 20:45 (CET) 23. forduló |

| Tottenham  | 1 – 5               | Manchester City                                                          |
| ---------- | ------------------- | ------------------------------------------------------------------------ |
| Capoue 59' | (0 – 1) Jegyzőkönyv | 15' Agüero 51' (11-esből) Touré 53' Džeko 78' Stevan Jovetić 89' Kompany |

| White Hart Lane, London Nézőszám: 36 071 Játékvezető: Andre Marriner |

| 2014. január 1. 13:45 (CET) 20. forduló |

| Swansea City         | 2 – 3               | Manchester City                       |
| -------------------- | ------------------- | ------------------------------------- |
| Wilfried 45+2' 90+1' | (1 – 1) Jegyzőkönyv | 14' Fernandinho 58' Touré 66' Kolarov |

| Liberty Stadion, Swansea Nézőszám: 20 498 Játékvezető: Phil Dowd |

| 2014. január 12. 15:05 (CET) 21. forduló |

| Newcastle United | 0 – 2   | Manchester City        |
| ---------------- | ------- | ---------------------- |
|                  | (0 – 1) | 8' Džeko 90+5' Negredo |

| St James’ Park, Newcastle upon Tyne Nézőszám: 49 423 Játékvezető: Mike Jones |

| 2014. január 18. 16:00 (CET) 22. forduló |

| Manchester City                          | 4 – 2               | Cardiff City             |
| ---------------------------------------- | ------------------- | ------------------------ |
| Džeko 14' Navas 33' Touré 76' Agüero 79' | (2 – 1) Jegyzőkönyv | 29' Noone 90+3' Campbell |

| City of Manchester Stadion, Manchester Nézőszám: 47 213 Játékvezető: Neil Swarbrick |

| 2014. január 29. 20:45 (CET) 23. forduló |

| Tottenham  | 1 – 5               | Manchester City                                                          |
| ---------- | ------------------- | ------------------------------------------------------------------------ |
| Capoue 59' | (0 – 1) Jegyzőkönyv | 15' Agüero 51' (11-esből) Touré 53' Džeko 78' Stevan Jovetić 89' Kompany |

| White Hart Lane, London Nézőszám: 36 071 Játékvezető: Andre Marriner |

| 2014. február 3. 21:00 (CET) 24. forduló |

| Manchester City | 0 – 1               | Chelsea      |
| --------------- | ------------------- | ------------ |
|                 | (0 – 1) Jegyzőkönyv | 32' Ivanović |

| City of Manchester Stadion, Manchester Nézőszám: 47 364 Játékvezető: Mike Dean |

| 2014. február 8. 16:00 (CET) |

| Norwich City | 0 – 0               | Manchester City |
| ------------ | ------------------- | --------------- |
|              | (0 – 0) Jegyzőkönyv |                 |

| Carrow Road, Norwich Nézőszám: 26 382 Játékvezető: Jonathan Moss |

| 2014. február 22. 16:00 (CET) 27. forduló |

| Manchester City | 1 – 0               | Stoke City |
| --------------- | ------------------- | ---------- |
| Touré 70'       | (0 – 0) Jegyzőkönyv |            |

| City of Manchester Stadion, Manchester Nézőszám: 47 038 Játékvezető: Chris Foy |

| 2014. február 3. 21:00 (CET) 24. forduló |

| Manchester City | 0 – 1               | Chelsea      |
| --------------- | ------------------- | ------------ |
|                 | (0 – 1) Jegyzőkönyv | 32' Ivanović |

| City of Manchester Stadion, Manchester Nézőszám: 47 364 Játékvezető: Mike Dean |

| 2014. február 8. 16:00 (CET) |

| Norwich City | 0 – 0               | Manchester City |
| ------------ | ------------------- | --------------- |
|              | (0 – 0) Jegyzőkönyv |                 |

| Carrow Road, Norwich Nézőszám: 26 382 Játékvezető: Jonathan Moss |

| 2014. február 22. 16:00 (CET) 27. forduló |

| Manchester City | 1 – 0               | Stoke City |
| --------------- | ------------------- | ---------- |
| Touré 70'       | (0 – 0) Jegyzőkönyv |            |

| City of Manchester Stadion, Manchester Nézőszám: 47 038 Játékvezető: Chris Foy |

| 2014. március 15. 13:45 (CET) 30. forduló |

| Hull City | 0 – 2               | Manchester City     |
| --------- | ------------------- | ------------------- |
|           | (0 – 1) Jegyzőkönyv | 14' Silva 90' Džeko |

| KC stadion, Kingston upon Hull Nézőszám: 24 895 Játékvezető: Lee Mason |

| 2014. március 22. 16:00 (CET) 31. forduló |

| Manchester City                                                        | 5 – 0               | Fulham              |
| ---------------------------------------------------------------------- | ------------------- | ------------------- |
| Touré 26' (11-esből) 54' (11-esből) 65' Fernandinho 84' Demichelis 88' | (1 – 0) Jegyzőkönyv | 25′, 52′ Amorebieta |

| City of Manchester Stadion, Manchester Nézőszám: 47 262 Játékvezető: Jonathan Moss |

| 2014. március 25. 20:45 (CET) 28. forduló |

| Manchester United | 0 – 3               | Manchester City        |
| ----------------- | ------------------- | ---------------------- |
|                   | (0 – 1) Jegyzőkönyv | 1' 56' Džeko 90' Touré |

| Old Trafford, Manchester Nézőszám: 75 000 Játékvezető: Michael Oliver |

| 2014. március 29. 18:30 (CET) 32. forduló |

| Arsenal     | 1 – 1               | Manchester City |
| ----------- | ------------------- | --------------- |
| Flamini 53' | (0 – 1) Jegyzőkönyv | 17' Silva       |

| Emirates Stadion, London Nézőszám: 60 000 Játékvezető: Mike Dean |

| 2014. március 15. 13:45 (CET) 30. forduló |

| Hull City | 0 – 2               | Manchester City     |
| --------- | ------------------- | ------------------- |
|           | (0 – 1) Jegyzőkönyv | 14' Silva 90' Džeko |

| KC stadion, Kingston upon Hull Nézőszám: 24 895 Játékvezető: Lee Mason |

| 2014. március 22. 16:00 (CET) 31. forduló |

| Manchester City                                                        | 5 – 0               | Fulham              |
| ---------------------------------------------------------------------- | ------------------- | ------------------- |
| Touré 26' (11-esből) 54' (11-esből) 65' Fernandinho 84' Demichelis 88' | (1 – 0) Jegyzőkönyv | 25′, 52′ Amorebieta |

| City of Manchester Stadion, Manchester Nézőszám: 47 262 Játékvezető: Jonathan Moss |

| 2014. március 25. 20:45 (CET) 28. forduló |

| Manchester United | 0 – 3               | Manchester City        |
| ----------------- | ------------------- | ---------------------- |
|                   | (0 – 1) Jegyzőkönyv | 1' 56' Džeko 90' Touré |

| Old Trafford, Manchester Nézőszám: 75 000 Játékvezető: Michael Oliver |

| 2014. március 29. 18:30 (CET) 32. forduló |

| Arsenal     | 1 – 1               | Manchester City |
| ----------- | ------------------- | --------------- |
| Flamini 53' | (0 – 1) Jegyzőkönyv | 17' Silva       |

| Emirates Stadion, London Nézőszám: 60 000 Játékvezető: Mike Dean |

| 2014. április 5. 13:45 (CEST) 33. forduló |

| Manchester City                                         | 4 – 1               | Southampton            |
| ------------------------------------------------------- | ------------------- | ---------------------- |
| Touré 3' (11-esből) Nasri 45+1' Džeko 45+4' Jovetić 81' | (3 – 1) Jegyzőkönyv | 37' (11-esből) Lambert |

| City of Manchester Stadion, Manchester Nézőszám: 47 009 Játékvezető: Chris Foy |

| 2014. április 13. 14:37 (CEST) 34. forduló |

| Liverpool                                           | 3 – 2               | Manchester City       |
| --------------------------------------------------- | ------------------- | --------------------- |
| Sterling 6' Škrtel 26' Coutinho 78' Henderson 90+3′ | (2 – 0) Jegyzőkönyv | 57' Silva 62' Johnson |

| Anfield Stadion, Liverpool Nézőszám: 44 601 Játékvezető: Mark Clattenburg |

| 2014. április 16. 20:45 (CET) 26. forduló |

| Manchester City          | 2 – 2               | Sunderland      |
| ------------------------ | ------------------- | --------------- |
| Fernandinho 2' Nasri 88' | (1 – 0) Jegyzőkönyv | 72' 83' Wickham |

| City of Manchester Stadion, Manchester Nézőszám: 47 046 Játékvezető: Martin Atkinson |

| 2014. április 21. 21:00 (CEST) 35. forduló |

| Manchester City                       | 3 – 1               | West Bromwich |
| ------------------------------------- | ------------------- | ------------- |
| Zabaleta 3' Agüero 10' Demichelis 36' | (3 – 1) Jegyzőkönyv | 10' Dorrans   |

| City of Manchester Stadion, Manchester Nézőszám: 46 564 Játékvezető: Phil Dowd |

| 2014. április 27. 17:10 (CEST) 36. forduló |

| Crystal Palace | 0 – 2               | Manchester City    |
| -------------- | ------------------- | ------------------ |
|                | (0 – 2) Jegyzőkönyv | 4' Džeko 43' Touré |

| Selhurst Park, London Nézőszám: 24 769 Játékvezető: Howard Webb |

| 2014. április 5. 13:45 (CEST) 33. forduló |

| Manchester City                                         | 4 – 1               | Southampton            |
| ------------------------------------------------------- | ------------------- | ---------------------- |
| Touré 3' (11-esből) Nasri 45+1' Džeko 45+4' Jovetić 81' | (3 – 1) Jegyzőkönyv | 37' (11-esből) Lambert |

| City of Manchester Stadion, Manchester Nézőszám: 47 009 Játékvezető: Chris Foy |

| 2014. április 13. 14:37 (CEST) 34. forduló |

| Liverpool                                           | 3 – 2               | Manchester City       |
| --------------------------------------------------- | ------------------- | --------------------- |
| Sterling 6' Škrtel 26' Coutinho 78' Henderson 90+3′ | (2 – 0) Jegyzőkönyv | 57' Silva 62' Johnson |

| Anfield Stadion, Liverpool Nézőszám: 44 601 Játékvezető: Mark Clattenburg |

| 2014. április 16. 20:45 (CET) 26. forduló |

| Manchester City          | 2 – 2               | Sunderland      |
| ------------------------ | ------------------- | --------------- |
| Fernandinho 2' Nasri 88' | (1 – 0) Jegyzőkönyv | 72' 83' Wickham |

| City of Manchester Stadion, Manchester Nézőszám: 47 046 Játékvezető: Martin Atkinson |

| 2014. április 21. 21:00 (CEST) 35. forduló |

| Manchester City                       | 3 – 1               | West Bromwich |
| ------------------------------------- | ------------------- | ------------- |
| Zabaleta 3' Agüero 10' Demichelis 36' | (3 – 1) Jegyzőkönyv | 10' Dorrans   |

| City of Manchester Stadion, Manchester Nézőszám: 46 564 Játékvezető: Phil Dowd |

| 2014. április 27. 17:10 (CEST) 36. forduló |

| Crystal Palace | 0 – 2               | Manchester City    |
| -------------- | ------------------- | ------------------ |
|                | (0 – 2) Jegyzőkönyv | 4' Džeko 43' Touré |

| Selhurst Park, London Nézőszám: 24 769 Játékvezető: Howard Webb |

| 2014. május 3. 18:30 (CEST) 37. forduló |

| Everton                | 2 – 3               | Manchester City          |
| ---------------------- | ------------------- | ------------------------ |
| Barkley 11' Lukaku 65' | (1 – 2) Jegyzőkönyv | 22' Agüero 43' 48' Džeko |

| Goodison Park, Liverpool Nézőszám: 39 454 Játékvezető: Lee Probert |

| 2014. május 7. 20:45 (CET) 29. forduló |

| Manchester City                       | 4 – 0               | Aston Villa |
| ------------------------------------- | ------------------- | ----------- |
| Džeko 64' 72' Jovetić 89' Touré 90+3' | (0 – 0) Jegyzőkönyv |             |

| City of Manchester Stadion, Manchester Nézőszám: 47 023 Játékvezető: Michael Oliver |

| 2014. május 11. 16:00 (CEST) 38. forduló |

| Manchester City       | 2 – 0               | West Ham United |
| --------------------- | ------------------- | --------------- |
| Nasri 39' Kompany 49' | (1 – 0) Jegyzőkönyv |                 |

| City of Manchester Stadion, Manchester Nézőszám: 47 300 Játékvezető: Martin Atkinson |

| 2014. május 3. 18:30 (CEST) 37. forduló |

| Everton                | 2 – 3               | Manchester City          |
| ---------------------- | ------------------- | ------------------------ |
| Barkley 11' Lukaku 65' | (1 – 2) Jegyzőkönyv | 22' Agüero 43' 48' Džeko |

| Goodison Park, Liverpool Nézőszám: 39 454 Játékvezető: Lee Probert |

| 2014. május 7. 20:45 (CET) 29. forduló |

| Manchester City                       | 4 – 0               | Aston Villa |
| ------------------------------------- | ------------------- | ----------- |
| Džeko 64' 72' Jovetić 89' Touré 90+3' | (0 – 0) Jegyzőkönyv |             |

| City of Manchester Stadion, Manchester Nézőszám: 47 023 Játékvezető: Michael Oliver |

| 2014. május 11. 16:00 (CEST) 38. forduló |

| Manchester City       | 2 – 0               | West Ham United |
| --------------------- | ------------------- | --------------- |
| Nasri 39' Kompany 49' | (1 – 0) Jegyzőkönyv |                 |

| City of Manchester Stadion, Manchester Nézőszám: 47 300 Játékvezető: Martin Atkinson |

#### Bajnoki tabella
| #   | Csapat               | M  | GY | D  | V  | G+ – G– | GK  | P  | Megjegyzések  |
| --- | -------------------- | -- | -- | -- | -- | ------- | --- | -- | ------------- |
| 1.  | Manchester City (B)  | 38 | 27 | 5  | 6  | 102–37  | +65 | 86 | BL csoportkör |
| 2.  | Liverpool            | 38 | 26 | 6  | 6  | 101–50  | +51 | 84 | BL csoportkör |
| 3.  | Chelsea              | 38 | 25 | 7  | 6  | 71–27   | +44 | 82 | BL csoportkör |
| 4.  | Arsenal (KGY)        | 38 | 24 | 7  | 7  | 68–41   | +27 | 79 | BL rájátszás  |
| 5.  | Everton              | 38 | 21 | 9  | 8  | 61–39   | +22 | 72 | Európa Liga   |
| 6.  | Tottenham Hotspur    | 38 | 21 | 6  | 11 | 55–51   | +4  | 69 | Európa Liga   |
| 7.  | Manchester United    | 38 | 19 | 7  | 12 | 64–43   | +21 | 64 |               |
| 8.  | Southampton          | 38 | 15 | 11 | 12 | 54–46   | +8  | 56 |               |
| 9.  | Stoke City           | 38 | 13 | 11 | 14 | 45–52   | −7  | 50 |               |
| 10. | Newcastle United     | 38 | 15 | 4  | 19 | 43–59   | −16 | 49 |               |
| 11. | Crystal Palace       | 38 | 13 | 6  | 19 | 33–48   | −15 | 45 |               |
| 12. | Swansea City         | 38 | 11 | 9  | 18 | 54–54   | 0   | 42 |               |
| 13. | West Ham United      | 38 | 11 | 7  | 20 | 40–51   | −11 | 40 |               |
| 14. | Sunderland           | 38 | 10 | 8  | 20 | 41–60   | −19 | 38 |               |
| 15. | Aston Villa          | 38 | 10 | 8  | 20 | 39–61   | −22 | 38 |               |
| 16. | Hull City            | 38 | 10 | 7  | 21 | 38–53   | −15 | 37 | Európa Liga   |
| 17. | West Bromwich Albion | 38 | 7  | 15 | 16 | 43–59   | −16 | 36 |               |
| 18. | Norwich City (K)     | 38 | 8  | 9  | 21 | 28–62   | −34 | 33 | kiesők        |
| 19. | Fulham (K)           | 38 | 9  | 5  | 24 | 40–85   | −45 | 32 | kiesők        |
| 20. | Cardiff City (K)     | 38 | 7  | 9  | 22 | 32–74   | −42 | 30 | kiesők        |

Utolsó frissítés: 2014. május 11. 
Forrás: Barclays Premier League 
A rangsorolás alapszabályai: 1. összpontszám, 2. egymás elleni eredmények összpontszáma, 3. gólkülönbség, 4. szerzett gólok száma.
(B): Bajnokcsapat, (K): Kieső csapat, (F): Feljutó csapat, (I): Kupainduló, (R): A rájátszás győztese, (KGY): Kupagyőztes

### FA-kupa
| 2014. január 4. 13:45 CET |

| Blackburn Rovers | 1 – 1               | Manchester City |
| ---------------- | ------------------- | --------------- |
| Dann 55'         | (0 – 1) Jegyzőkönyv | 45+1' Negredo   |

| Ewood Park, Blackburn Nézőszám: 16 000 Játékvezető: Michael Oliver |

| 2014. január 15. 21:10 CET |

| Manchester City                            | 5 – 0               | Blackburn Rovers |
| ------------------------------------------ | ------------------- | ---------------- |
| Negredo 45+1' 47' Džeko 67' 79' Agüero 73' | (1 – 0) Jegyzőkönyv |                  |

| City of Manchester Stadium, Manchester Nézőszám: 33 102 Játékvezető: Craig Pawson |

| 2014. január 4. 13:45 CET |

| Blackburn Rovers | 1 – 1               | Manchester City |
| ---------------- | ------------------- | --------------- |
| Dann 55'         | (0 – 1) Jegyzőkönyv | 45+1' Negredo   |

| Ewood Park, Blackburn Nézőszám: 16 000 Játékvezető: Michael Oliver |

| 2014. január 15. 21:10 CET |

| Manchester City                            | 5 – 0               | Blackburn Rovers |
| ------------------------------------------ | ------------------- | ---------------- |
| Negredo 45+1' 47' Džeko 67' 79' Agüero 73' | (1 – 0) Jegyzőkönyv |                  |

| City of Manchester Stadium, Manchester Nézőszám: 33 102 Játékvezető: Craig Pawson |

| 2014. január 25. 16:00 CET |

| Manchester City                  | 4 – 2               | Watford                   |
| -------------------------------- | ------------------- | ------------------------- |
| Agüero 60' 79' 90+3' Kolarov 87' | (0 – 2) Jegyzőkönyv | 21' Forestieri 30' Deeney |

| City of Manchester Stadium, Manchester Nézőszám: 46 514 Játékvezető: Kevin Friend |

| 2014. január 25. 16:00 CET |

| Manchester City                  | 4 – 2               | Watford                   |
| -------------------------------- | ------------------- | ------------------------- |
| Agüero 60' 79' 90+3' Kolarov 87' | (0 – 2) Jegyzőkönyv | 21' Forestieri 30' Deeney |

| City of Manchester Stadium, Manchester Nézőszám: 46 514 Játékvezető: Kevin Friend |

| 2014. február 15. 18:15 CET |

| Manchester City       | 2 – 0               | Chelsea |
| --------------------- | ------------------- | ------- |
| Jovetić 16' Nasri 67' | (1 – 0) Jegyzőkönyv |         |

| City of Manchester Stadium, Manchester Nézőszám: 47 013 Játékvezető: Phil Dowd |

| 2014. február 15. 18:15 CET |

| Manchester City       | 2 – 0               | Chelsea |
| --------------------- | ------------------- | ------- |
| Jovetić 16' Nasri 67' | (1 – 0) Jegyzőkönyv |         |

| City of Manchester Stadium, Manchester Nézőszám: 47 013 Játékvezető: Phil Dowd |

| 2014. március 9. 17:05 CET |

| Manchester City | 1 – 2               | Wigan Athletic                 |
| --------------- | ------------------- | ------------------------------ |
| Nasri 68'       | (0 – 1) Jegyzőkönyv | 27' (11-esből) Gómez 47' Perch |

| City of Manchester Stadium, Manchester Nézőszám: 46 824 Játékvezető: Anthony Taylor |

| 2014. március 9. 17:05 CET |

| Manchester City | 1 – 2               | Wigan Athletic                 |
| --------------- | ------------------- | ------------------------------ |
| Nasri 68'       | (0 – 1) Jegyzőkönyv | 27' (11-esből) Gómez 47' Perch |

| City of Manchester Stadium, Manchester Nézőszám: 46 824 Játékvezető: Anthony Taylor |

### Ligakupa
| 2013. szeptember 24. 20:45 CEST |

| Manchester City                               | 5 – 0               | Wigan Athletic |
| --------------------------------------------- | ------------------- | -------------- |
| Džeko 33' Jovetić 60' 83' Touré 76' Navas 86' | (1 – 0) Jegyzőkönyv |                |

| City of Manchester Stadium, Manchester Nézőszám: 25 519 Játékvezető: Kevin Friend |

| 2013. szeptember 24. 20:45 CEST |

| Manchester City                               | 5 – 0               | Wigan Athletic |
| --------------------------------------------- | ------------------- | -------------- |
| Džeko 33' Jovetić 60' 83' Touré 76' Navas 86' | (1 – 0) Jegyzőkönyv |                |

| City of Manchester Stadium, Manchester Nézőszám: 25 519 Játékvezető: Kevin Friend |

| 2013. október 30. 20:45 CET |

| Newcastle United | 0 – 2 (h. u.)                     | Manchester City        |
| ---------------- | --------------------------------- | ---------------------- |
|                  | (0 – 0, 0 – 0, 0 – 2) Jegyzőkönyv | 99' Negredo 105' Džeko |

| St James’ Park, Newcastle upon Tyne Nézőszám: 33 846 Játékvezető: Neil Swarbrick |

| 2013. október 30. 20:45 CET |

| Newcastle United | 0 – 2 (h. u.)                     | Manchester City        |
| ---------------- | --------------------------------- | ---------------------- |
|                  | (0 – 0, 0 – 0, 0 – 2) Jegyzőkönyv | 99' Negredo 105' Džeko |

| St James’ Park, Newcastle upon Tyne Nézőszám: 33 846 Játékvezető: Neil Swarbrick |

| 2013. december 17. 20:45 CET |

| Leicester City | 1 – 3               | Manchester City          |
| -------------- | ------------------- | ------------------------ |
| Dyer 77'       | (0 – 2) Jegyzőkönyv | 8' Kolarov 41' 53' Džeko |

| King Power Stadium, Leicester Nézőszám: 31 319 Játékvezető: Roger East |

| 2013. december 17. 20:45 CET |

| Leicester City | 1 – 3               | Manchester City          |
| -------------- | ------------------- | ------------------------ |
| Dyer 77'       | (0 – 2) Jegyzőkönyv | 8' Kolarov 41' 53' Džeko |

| King Power Stadium, Leicester Nézőszám: 31 319 Játékvezető: Roger East |

| 2014. január 8. 20:45 CET |

| Manchester City                             | 6 – 0               | West Ham United |
| ------------------------------------------- | ------------------- | --------------- |
| Negredo 12' 26' 49' Touré 41' Džeko 61' 89' | (3 – 0) Jegyzőkönyv |                 |

| City of Manchester Stadium, Manchester Nézőszám: 30 381 Játékvezető: Jonathan Moss |

| 2014. január 21. 20:45 CET |

| West Ham United | 0 – 3               | Manchester City           |
| --------------- | ------------------- | ------------------------- |
|                 | (0 – 2) Jegyzőkönyv | 3' 59' Negredo 24' Agüero |

| Boleyn Ground, London Nézőszám: 14 390 Játékvezető: Chris Foy |

| 2014. január 8. 20:45 CET |

| Manchester City                             | 6 – 0               | West Ham United |
| ------------------------------------------- | ------------------- | --------------- |
| Negredo 12' 26' 49' Touré 41' Džeko 61' 89' | (3 – 0) Jegyzőkönyv |                 |

| City of Manchester Stadium, Manchester Nézőszám: 30 381 Játékvezető: Jonathan Moss |

| 2014. január 21. 20:45 CET |

| West Ham United | 0 – 3               | Manchester City           |
| --------------- | ------------------- | ------------------------- |
|                 | (0 – 2) Jegyzőkönyv | 3' 59' Negredo 24' Agüero |

| Boleyn Ground, London Nézőszám: 14 390 Játékvezető: Chris Foy |

| 2014. március 2. 15:00 (CET) |

| Manchester City               | 3 – 1               | Sunderland |
| ----------------------------- | ------------------- | ---------- |
| Touré 55' Nasri 56' Navas 90' | (0 – 1) Jegyzőkönyv | 10' Borini |

| Wembley Stadion, London (Anglia) Nézőszám: 84 697 Játékvezető: Martin Atkinson |

| 2014. március 2. 15:00 (CET) |

| Manchester City               | 3 – 1               | Sunderland |
| ----------------------------- | ------------------- | ---------- |
| Touré 55' Nasri 56' Navas 90' | (0 – 1) Jegyzőkönyv | 10' Borini |

| Wembley Stadion, London (Anglia) Nézőszám: 84 697 Játékvezető: Martin Atkinson |

### Bajnokok Ligája
| 2013. szeptember 17. 20:45 (CEST) |

| Viktoria Plzeň | 0 – 3               | Manchester City                |
| -------------- | ------------------- | ------------------------------ |
|                | (0 – 0) Jegyzőkönyv | 48' Džeko 53' Touré 58' Agüero |

| Doosan Arena, Plzeň Nézőszám: 11 000 Játékvezető: Paolo Tagliavento (olasz) |

| 2013. október 2. 20:45 (CEST) |

| Manchester City | 1 – 3               | Bayern München                              |
| --------------- | ------------------- | ------------------------------------------- |
| Negredo 79'     | (0 – 1) Jegyzőkönyv | 7' Ribéry 56' Müller 59' Robben 86′ Boateng |

| City of Manchester Stadium, Manchester Nézőszám: 44 000 Játékvezető: Björn Kuipers (holland) |

| 2013. október 23. 18:00 (CEST) |

| CSZKA Moszkva | 1 – 2               | Manchester City |
| ------------- | ------------------- | --------------- |
| Tošić 32'     | (1 – 2) Jegyzőkönyv | 34' 42' Agüero  |

| Arena Himki, Himki Nézőszám: 15 000 Játékvezető: Ovidiu Hațegan (román) |

| 2013. november 5. 20:45 (CET) |

| Manchester City                                | 5 – 2               | CSZKA Moszkva                |
| ---------------------------------------------- | ------------------- | ---------------------------- |
| Agüero 3' (11-esből) 20' Negredo 30' 51' 90+2' | (3 – 1) Jegyzőkönyv | 45+1' 71' (11-esből) Doumbia |

| City of Manchester Stadium, Manchester Nézőszám: 35 000 Játékvezető: Carlos Carballo (spanyol) |

| 2013. november 27. 20:45 (CET) |

| Manchester City                                       | 4 – 2               | Viktoria Plzeň      |
| ----------------------------------------------------- | ------------------- | ------------------- |
| Agüero 33' (11-esből) Nasri 64' Negredo 78' Džeko 89' | (1 – 1) Jegyzőkönyv | 43' Hořava 69' Tecl |

| City of Manchester Stadium, Manchester Nézőszám: 37 742 Játékvezető: Firat Aydinus (török) |

| 2013. december 10. 20:45 (CET) |

| Bayern München      | 2 – 3               | Manchester City                             |
| ------------------- | ------------------- | ------------------------------------------- |
| Müller 5' Götze 12' | (2 – 1) Jegyzőkönyv | 28' Silva 59' (11-esből) Kolarov 62' Milner |

| Allianz Arena, München Nézőszám: 60 000 Játékvezető: David F. Borbalán (spanyol) |

| Csapat          | M | Gy | D | V | G+ | G– | Gk  | P  |
| --------------- | - | -- | - | - | -- | -- | --- | -- |
| Bayern München  | 6 | 5  | 0 | 1 | 17 | 5  | +13 | 15 |
| Manchester City | 6 | 5  | 0 | 1 | 18 | 10 | +8  | 15 |
| Viktoria Plzeň  | 6 | 1  | 0 | 5 | 6  | 17 | –11 | 3  |
| CSZKA Moszkva   | 6 | 1  | 0 | 5 | 8  | 17 | –9  | 3  |

|                 | FCB   | CSM   | MCI   | PLZ   |
| --------------- | ----- | ----- | ----- | ----- |
| Bayern München  | –     | 3 – 0 | 2 – 3 | 5 – 0 |
| CSZKA Moszkva   | 1 – 3 | –     | 1 – 2 | 3 – 2 |
| Manchester City | 1 – 3 | 5 – 2 | –     | 4 – 2 |
| Viktoria Plzeň  | 0 – 1 | 2 – 1 | 0 – 3 | –     |

| Csapat          | M | Gy | D | V | G+ | G– | Gk  | P  |
| --------------- | - | -- | - | - | -- | -- | --- | -- |
| Bayern München  | 6 | 5  | 0 | 1 | 17 | 5  | +13 | 15 |
| Manchester City | 6 | 5  | 0 | 1 | 18 | 10 | +8  | 15 |
| Viktoria Plzeň  | 6 | 1  | 0 | 5 | 6  | 17 | –11 | 3  |
| CSZKA Moszkva   | 6 | 1  | 0 | 5 | 8  | 17 | –9  | 3  |

|                 | FCB   | CSM   | MCI   | PLZ   |
| --------------- | ----- | ----- | ----- | ----- |
| Bayern München  | –     | 3 – 0 | 2 – 3 | 5 – 0 |
| CSZKA Moszkva   | 1 – 3 | –     | 1 – 2 | 3 – 2 |
| Manchester City | 1 – 3 | 5 – 2 | –     | 4 – 2 |
| Viktoria Plzeň  | 0 – 1 | 2 – 1 | 0 – 3 | –     |

| 2013. szeptember 17. 20:45 (CEST) |

| Viktoria Plzeň | 0 – 3               | Manchester City                |
| -------------- | ------------------- | ------------------------------ |
|                | (0 – 0) Jegyzőkönyv | 48' Džeko 53' Touré 58' Agüero |

| Doosan Arena, Plzeň Nézőszám: 11 000 Játékvezető: Paolo Tagliavento (olasz) |

| 2013. október 2. 20:45 (CEST) |

| Manchester City | 1 – 3               | Bayern München                              |
| --------------- | ------------------- | ------------------------------------------- |
| Negredo 79'     | (0 – 1) Jegyzőkönyv | 7' Ribéry 56' Müller 59' Robben 86′ Boateng |

| City of Manchester Stadium, Manchester Nézőszám: 44 000 Játékvezető: Björn Kuipers (holland) |

| 2013. október 23. 18:00 (CEST) |

| CSZKA Moszkva | 1 – 2               | Manchester City |
| ------------- | ------------------- | --------------- |
| Tošić 32'     | (1 – 2) Jegyzőkönyv | 34' 42' Agüero  |

| Arena Himki, Himki Nézőszám: 15 000 Játékvezető: Ovidiu Hațegan (román) |

| 2013. november 5. 20:45 (CET) |

| Manchester City                                | 5 – 2               | CSZKA Moszkva                |
| ---------------------------------------------- | ------------------- | ---------------------------- |
| Agüero 3' (11-esből) 20' Negredo 30' 51' 90+2' | (3 – 1) Jegyzőkönyv | 45+1' 71' (11-esből) Doumbia |

| City of Manchester Stadium, Manchester Nézőszám: 35 000 Játékvezető: Carlos Carballo (spanyol) |

| 2013. november 27. 20:45 (CET) |

| Manchester City                                       | 4 – 2               | Viktoria Plzeň      |
| ----------------------------------------------------- | ------------------- | ------------------- |
| Agüero 33' (11-esből) Nasri 64' Negredo 78' Džeko 89' | (1 – 1) Jegyzőkönyv | 43' Hořava 69' Tecl |

| City of Manchester Stadium, Manchester Nézőszám: 37 742 Játékvezető: Firat Aydinus (török) |

| 2013. december 10. 20:45 (CET) |

| Bayern München      | 2 – 3               | Manchester City                             |
| ------------------- | ------------------- | ------------------------------------------- |
| Müller 5' Götze 12' | (2 – 1) Jegyzőkönyv | 28' Silva 59' (11-esből) Kolarov 62' Milner |

| Allianz Arena, München Nézőszám: 60 000 Játékvezető: David F. Borbalán (spanyol) |

| Csapat          | M | Gy | D | V | G+ | G– | Gk  | P  |
| --------------- | - | -- | - | - | -- | -- | --- | -- |
| Bayern München  | 6 | 5  | 0 | 1 | 17 | 5  | +13 | 15 |
| Manchester City | 6 | 5  | 0 | 1 | 18 | 10 | +8  | 15 |
| Viktoria Plzeň  | 6 | 1  | 0 | 5 | 6  | 17 | –11 | 3  |
| CSZKA Moszkva   | 6 | 1  | 0 | 5 | 8  | 17 | –9  | 3  |

|                 | FCB   | CSM   | MCI   | PLZ   |
| --------------- | ----- | ----- | ----- | ----- |
| Bayern München  | –     | 3 – 0 | 2 – 3 | 5 – 0 |
| CSZKA Moszkva   | 1 – 3 | –     | 1 – 2 | 3 – 2 |
| Manchester City | 1 – 3 | 5 – 2 | –     | 4 – 2 |
| Viktoria Plzeň  | 0 – 1 | 2 – 1 | 0 – 3 | –     |

| Csapat          | M | Gy | D | V | G+ | G– | Gk  | P  |
| --------------- | - | -- | - | - | -- | -- | --- | -- |
| Bayern München  | 6 | 5  | 0 | 1 | 17 | 5  | +13 | 15 |
| Manchester City | 6 | 5  | 0 | 1 | 18 | 10 | +8  | 15 |
| Viktoria Plzeň  | 6 | 1  | 0 | 5 | 6  | 17 | –11 | 3  |
| CSZKA Moszkva   | 6 | 1  | 0 | 5 | 8  | 17 | –9  | 3  |

|                 | FCB   | CSM   | MCI   | PLZ   |
| --------------- | ----- | ----- | ----- | ----- |
| Bayern München  | –     | 3 – 0 | 2 – 3 | 5 – 0 |
| CSZKA Moszkva   | 1 – 3 | –     | 1 – 2 | 3 – 2 |
| Manchester City | 1 – 3 | 5 – 2 | –     | 4 – 2 |
| Viktoria Plzeň  | 0 – 1 | 2 – 1 | 0 – 3 | –     |

| 2014. február 18. 20:45 (CET) |

| Manchester City | 0 – 2               | Barcelona                      |
| --------------- | ------------------- | ------------------------------ |
|                 | (0 – 0) Jegyzőkönyv | 54' (11-esből) Messi 90' Alves |

| City of Manchester Stadium, Manchester Nézőszám: 46 030 Játékvezető: Jonas Eriksson (svéd) |

| 2014. március 12. 20:45 (CET) |

| Barcelona             | 2 – 1               | Manchester City |
| --------------------- | ------------------- | --------------- |
| Messi 67' Alves 90+1' | (0 – 0) Jegyzőkönyv | 89' Kompany     |

| Camp Nou, Barcelona Nézőszám: 65 000 Játékvezető: Stéphane Lannoy |

| 2014. február 18. 20:45 (CET) |

| Manchester City | 0 – 2               | Barcelona                      |
| --------------- | ------------------- | ------------------------------ |
|                 | (0 – 0) Jegyzőkönyv | 54' (11-esből) Messi 90' Alves |

| City of Manchester Stadium, Manchester Nézőszám: 46 030 Játékvezető: Jonas Eriksson (svéd) |

| 2014. március 12. 20:45 (CET) |

| Barcelona             | 2 – 1               | Manchester City |
| --------------------- | ------------------- | --------------- |
| Messi 67' Alves 90+1' | (0 – 0) Jegyzőkönyv | 89' Kompany     |

| Camp Nou, Barcelona Nézőszám: 65 000 Játékvezető: Stéphane Lannoy |

## Statisztikák

### Gólok
| #        | Nemz.               | Poszt    | Játékos            | PL  | FA-kupa | Ligakupa | BL | Összesen |
| -------- | ------------------- | -------- | ------------------ | --- | ------- | -------- | -- | -------- |
| 16       | Argentína           | CS       | Sergio Agüero      | 17  | 4       | 1        | 6  | 28       |
| 10       | Bosznia-Hercegovina | CS       | Edin Džeko         | 16  | 2       | 6        | 2  | 26       |
| 42       | Elefántcsontpart    | KP       | Yaya Touré         | 20  | 0       | 3        | 1  | 24       |
| 9        | Spanyolország       | CS       | Álvaro Negredo     | 9   | 3       | 6        | 5  | 23       |
| 8        | Franciaország       | KP       | Samir Nasri        | 7   | 2       | 1        | 1  | 11       |
| 21       | Spanyolország       | KP       | David Silva        | 7   | 0       | 0        | 1  | 8        |
| 15       | Spanyolország       | KP       | Jesús Navas        | 4   | 0       | 2        | 0  | 6        |
| 35       | Montenegró          | CS       | Stevan Jovetić     | 3   | 1       | 2        | 0  | 6        |
| 25       | Brazília            | KP       | Fernandinho        | 5   | 0       | 0        | 0  | 5        |
| 4        | Belgium             | V        | Vincent Kompany    | 4   | 0       | 0        | 1  | 5        |
| 13       | Szerbia             | V        | Aleksandar Kolarov | 1   | 1       | 1        | 1  | 4        |
| 26       | Argentína           | V        | Martín Demichelis  | 2   | 0       | 0        | 0  | 2        |
| 7        | Anglia              | KP       | James Milner       | 1   | 0       | 0        | 1  | 2        |
| 5        | Argentína           | V        | Pablo Zabaleta     | 1   | 0       | 0        | 0  | 1        |
| öngól    | öngól               | öngól    | öngól              | 5   | 0       | 0        | 0  | 5        |
| Összesen | Összesen            | Összesen | Összesen           | 102 | 13      | 22       | 19 | 156      |

### Lapok
| #        | Nemz.               | Poszt    | Játékos            | PL        | PL                                   | PL        | FA-kupa   | FA-kupa                              | FA-kupa   | Ligakupa  | Ligakupa                             | Ligakupa  | BL        | BL                                   | BL        | Összesen  | Összesen                             | Összesen  |
| #        | Nemz.               | Poszt    | Játékos            | Sárga lap | sárga lap · 2. sárga lap · kiállítva | kiállítva | Sárga lap | sárga lap · 2. sárga lap · kiállítva | kiállítva | Sárga lap | sárga lap · 2. sárga lap · kiállítva | kiállítva | Sárga lap | sárga lap · 2. sárga lap · kiállítva | kiállítva | Sárga lap | sárga lap · 2. sárga lap · kiállítva | kiállítva |
| -------- | ------------------- | -------- | ------------------ | --------- | ------------------------------------ | --------- | --------- | ------------------------------------ | --------- | --------- | ------------------------------------ | --------- | --------- | ------------------------------------ | --------- | --------- | ------------------------------------ | --------- |
| 5        | Argentína           | V        | Pablo Zabaleta     | 11        | 0                                    | 0         | 0         | 0                                    | 0         | 0         | 0                                    | 0         | 3         | 1                                    | 0         | 14        | 1                                    | 0         |
| 25       | Brazília            | KP       | Fernandinho        | 8         | 0                                    | 0         | 0         | 0                                    | 0         | 0         | 0                                    | 0         | 3         | 0                                    | 0         | 11        | 0                                    | 0         |
| 14       | Spanyolország       | KP       | Javi García        | 7         | 0                                    | 0         | 2         | 0                                    | 0         | 1         | 0                                    | 0         | 0         | 0                                    | 0         | 10        | 0                                    | 0         |
| 4        | Belgium             | V        | Vincent Kompany    | 6         | 0                                    | 1         | 1         | 0                                    | 0         | 0         | 0                                    | 0         | 1         | 0                                    | 0         | 8         | 0                                    | 1         |
| 42       | Elefántcsontpart    | KP       | Yaya Touré         | 4         | 0                                    | 0         | 1         | 0                                    | 0         | 0         | 0                                    | 0         | 3         | 0                                    | 0         | 8         | 0                                    | 0         |
| 7        | Anglia              | KP       | James Milner       | 3         | 0                                    | 0         | 2         | 0                                    | 0         | 0         | 0                                    | 0         | 3         | 0                                    | 0         | 8         | 0                                    | 0         |
| 26       | Argentína           | V        | Martín Demichelis  | 6         | 0                                    | 0         | 0         | 0                                    | 0         | 0         | 0                                    | 0         | 1         | 0                                    | 1         | 7         | 0                                    | 1         |
| 10       | Bosznia-Hercegovina | CS       | Edin Džeko         | 4         | 0                                    | 0         | 2         | 0                                    | 0         | 0         | 0                                    | 0         | 1         | 0                                    | 0         | 7         | 0                                    | 0         |
| 21       | Spanyolország       | KP       | David Silva        | 5         | 0                                    | 0         | 0         | 0                                    | 0         | 1         | 0                                    | 0         | 0         | 0                                    | 0         | 6         | 0                                    | 0         |
| 16       | Argentína           | CS       | Sergio Agüero      | 4         | 0                                    | 0         | 0         | 0                                    | 0         | 1         | 0                                    | 0         | 1         | 0                                    | 0         | 6         | 0                                    | 0         |
| 13       | Szerbia             | V        | Aleksandar Kolarov | 2         | 0                                    | 0         | 1         | 0                                    | 0         | 0         | 0                                    | 0         | 3         | 0                                    | 0         | 6         | 0                                    | 0         |
| 33       | Szerbia             | V        | Matija Nastasić    | 4         | 0                                    | 0         | 1         | 0                                    | 0         | 0         | 0                                    | 0         | 0         | 0                                    | 0         | 5         | 0                                    | 0         |
| 8        | Franciaország       | KP       | Samir Nasri        | 3         | 0                                    | 0         | 1         | 0                                    | 0         | 0         | 0                                    | 0         | 1         | 0                                    | 0         | 5         | 0                                    | 0         |
| 9        | Spanyolország       | CS       | Álvaro Negredo     | 1         | 0                                    | 0         | 0         | 0                                    | 0         | 1         | 0                                    | 0         | 2         | 0                                    | 0         | 4         | 0                                    | 0         |
| 38       | Belgium             | V        | Dedryck Boyata     | 0         | 0                                    | 0         | 1         | 1                                    | 0         | 1         | 0                                    | 0         | 0         | 0                                    | 0         | 2         | 1                                    | 0         |
| 22       | Franciaország       | V        | Gaël Clichy        | 1         | 0                                    | 0         | 0         | 0                                    | 0         | 1         | 0                                    | 0         | 0         | 0                                    | 0         | 2         | 0                                    | 0         |
| 35       | Montenegró          | CS       | Stevan Jovetić     | 1         | 0                                    | 0         | 1         | 0                                    | 0         | 0         | 0                                    | 0         | 0         | 0                                    | 0         | 2         | 0                                    | 0         |
| 30       | Románia             | K        | Costel Pantilimon  | 1         | 0                                    | 0         | 0         | 0                                    | 0         | 0         | 0                                    | 0         | 0         | 0                                    | 0         | 1         | 0                                    | 0         |
| 1        | Anglia              | K        | Joe Hart           | 1         | 0                                    | 0         | 0         | 0                                    | 0         | 0         | 0                                    | 0         | 0         | 0                                    | 0         | 1         | 0                                    | 0         |
| 15       | Spanyolország       | KP       | Jesús Navas        | 0         | 0                                    | 0         | 0         | 0                                    | 0         | 1         | 0                                    | 0         | 0         | 0                                    | 0         | 1         | 0                                    | 0         |
| Összesen | Összesen            | Összesen | Összesen           | 72        | 0                                    | 1         | 13        | 1                                    | 0         | 7         | 0                                    | 0         | 22        | 1                                    | 1         | 114       | 2                                    | 2         |

### Bajnoki helyezések fordulónként
| Forduló  | 1. | 2. | 3. | 4. | 5. | 6. | 7. | 8. | 9. | 10. | 11. | 12. | 13. | 14. | 15. | 16. | 17. | 18. | 19. | 20. | 21. | 22. | 23. | 24. | 25. | 26. | 27. | 28. | 29. | 30. | 31. | 32. | 33. | 34. | 35. | 36. | 37. | 38. |
| -------- | -- | -- | -- | -- | -- | -- | -- | -- | -- | --- | --- | --- | --- | --- | --- | --- | --- | --- | --- | --- | --- | --- | --- | --- | --- | --- | --- | --- | --- | --- | --- | --- | --- | --- | --- | --- | --- | --- |
| Helyszín | H  | A  | H  | A  | H  | A  | H  | A  | A  | H   | A   | H   | H   | A   | A   | H   | A   | H   | H   | A   | A   | H   | A   | H   | A   | H   | H   | A   | H   | A   | H   | A   | H   | A   | H   | A   | A   | H   |
| Eredmény | GY | V  | GY | D  | GY | V  | GY | GY | V  | GY  | V   | GY  | GY  | GY  | D   | GY  | GY  | GY  | GY  | GY  | GY  | GY  | GY  | V   | D   | D*  | GY  | GY  | GY* | GY  | GY  | D   | GY  | V   | GY  | GY  | GY  | GY  |
| Helyezés | 1. | 7. | 3. | 4. | 3. | 7. | 5. | 4. | 7. | 5.  | 8.  | 4.  | 3.  | 3.  | 4.  | 4.  | 3.  | 2.  | 2.  | 2.  | 2.  | 2.  | 1.  | 2.  | 3.  | 3.  | 3.  | 2.  | 3.  | 3.  | 3.  | 3.  | 3.  | 2.  | 2.  | 1.  | 1.  | 1.  |

* A 26. és 29. fordulót később játszották le, a bajnoki helyezés ezért a 26. fordulótól a 37. fordulóig nem valódi adatot jelöl.
Magyarázat
- GY: győzelem, D: döntetlen, V: vereség

### Kezdő 11
Tétmérkőzésen leggyakoribb kezdő 11.
| Poz. | Név                | Kezdő | Egyéb kezdők                         |
| ---- | ------------------ | ----- | ------------------------------------ |
| GK   | Joe Hart           | 39    | Costel Pantilimon 18                 |
| RB   | Pablo Zabaleta     | 43    | Micah Richards 10                    |
| CB   | Vincent Kompany    | 36    | Dedryck Boyata 5                     |
| CB   | Martín Demichelis  | 33    | Matija Nastasić 19 Joleon Lescott 21 |
| LB   | Aleksandar Kolarov | 31    | Gaël Clichy 28                       |
| CM   | Samir Nasri        | 37    | James Milner 21 Javi García 26       |
| CM   | Yaya Touré         | 46    | Marcos Lopes 3                       |
| CM   | Fernandinho        | 42    | Jack Rodwell 4                       |
| CM   | David Silva        | 36    | Jesús Navas 29                       |
| FW   | Edin Džeko         | 36    | Stevan Jovetić 5                     |
| FW   | Sergio Agüero      | 30    | Álvaro Negredo 29                    |

| Hart Zabaleta Kompany Demichelis Kolarov Fernandinho Touré Džeko Silva Nasri Agüero |

## Díjak

### PFA Az év csapata
A Profi Labdarúgók Szervezete (PFA) választja meg a szezon 11 legjobb játékosát.
| City-játékos    | Pozíció     |
| --------------- | ----------- |
| Yaya Touré      | Középpályás |
| Vincent Kompany | Hátvéd      |

### Premier LeagueA hónap játékosa
A Premier League szponzora választja minden hónapban
| Hónap   | City-játékos  |
| ------- | ------------- |
| Október | Sergio Agüero |

### Premier LeagueA hónap edzője
A Premier League szponzora választja minden hónapban
|                   | Hónap    |
| ----------------- | -------- |
| Manuel Pellegrini | December |
| Manuel Pellegrini | Január   |

### EtihadA hónap játékosa
A szurkolóktól a legtöbb szavazatot kapott játékos
| Hónap      | Játékos           |
| ---------- | ----------------- |
| Augusztus  | Álvaro Negredo    |
| Szeptember | Yaya Touré        |
| Október    | Sergio Agüero     |
| November   | Samir Nasri       |
| December   | Fernandinho       |
| Január     | Edin Džeko        |
| Február    | Yaya Touré        |
| Március    | David Silva       |
| Április    | Martín Demichelis |

### EtihadAz év játékosa
Yaya Touré